# Kanton Valréas
Kanton Valréas (fr. Canton de Valréas) je francouzský kanton v departementu Vaucluse v regionu Provence-Alpes-Côte d'Azur. Tvoří ho čtyři obce.

## Obce kantonu
- Grillon
- Richerenches
- Valréas
- Visan